# De ensammas promenad
De ensammas promenad, skriven av låtskrivarparet Wendt-Lundh, är en sång som ursprungligen spelades in av det svenska dansbandet Arvingarna på albumet Nya spår 1997.
Melodin testades på Svensktoppen, där den låg i 30 veckor under perioden 3 januari-27 juni 1998, och toppade listan de 19 första veckorna.
Zekes tolkade 2010 låten på albumet En så'n natt, då enbart med titeln Ensammas promenad.
Jørgen de Mylius har skrivit en text på danska som heter "Min sang til dem der går alene hjem", och som bland annat spelats in av det danska dansbandet Kandis på deras album "Kandis 7" från 1998.

### Fotnoter
1. ↑  Information i Svensk mediedatabas.
2. ↑  Svensktoppen - 3 januari 1998
3. ↑  Svensktoppen - 27 juni 1998
4. ↑  Information i Svensk mediedatabas.
5. ↑  Kandis - Min sang til dem der går alene hjem Arkiverad 10 november 2013 hämtat från the Wayback Machine.